# Лухакыйв, Мета Яновна
Мета (Меэта-Миральда) Яновна Лухакыйв (эст. Meeta Luhakõiv, в девичестве Лагге (эст. Lagge); 14 августа 1913, Солдина, Вайвара, Ида-Вирумаа, Эстляндская губерния — 28 мая 1993, уезд Вильяндимаа) — ткачиха, депутат Верховного совета СССР 1-го созыва.

## Биография
Работала ткачихой на фабрике «Креэнхольм» в Нарве. После присоединения Эстонии к СССР стала участницей стахановского движения. 12 января 1941 года в результате довыборов избрана депутатом Верховного совета СССР[уточнить] 1-го созыва от Нарвского избирательного округа.
Во время Великой Отечественной войны осталась под оккупацией, продолжала работать на фабрике. В 1942 году арестовывалась немецкими оккупационными властями.

## Семья
Родители Яан Лагге и Юли Лагге (Оттокар). Муж Пеэдо Лухакыйв (1912—1980), дочь Тийю Сийг.